# Sarah Shaheen
Sarah Shaheen (tiếng Ả Rập Ai Cập: سارة شاهين; sinh ngày 10 tháng 8 năm 1983) là một cựu hoa hậu, người đã chiến thắng danh hiệu cuộc thi sắc đẹp của Ai Cập.

## Giáo dục
Cô bắt đầu sự nghiệp như một người mẫu từ năm 2001, khi đang theo học chuyên ngành triết học và nghệ thuật tại Đại học Mỹ ở Cairo. Tình yêu dành cho nghệ thuật của cô giúp cô tiếp tục việc học ở Montreal, Canada, lựa chọn lần này là chuyên ngành thiết kế nội thất. Cô đã lấy bằng thạc sĩ trong lĩnh vực này tại Học viện Thiết kế Florence năm 2009.

## Sự nghiệp
Shaheen bắt đầu sự nghiệp thiết kế nội thất của mình tại El Gouna, làm việc cho Orascom Hotels & Development, trong các dự án như La Maison Bleu và El Gouna Yacht Club.
Năm 2012, cô trở về và sống tại Cairo, nơi cô được mời đóng vai đầu tiên trong một bộ phim truyện, Al Hafla, do Ahmed Alaa El Deeb làm đạo diễn, được phát hành năm 2013.
Cô cũng được biết đến với vai chính trong phim El Ott, đạo diễn là Ibrahim El Batout, vào năm 2014.
Sự đột phá lớn nhất trong sự nghiệp diễn xuất của Shaheen là ở Sukani Mor (Sour Sugar) của Hani Khalifa, mà cô đã nhận được những đánh giá tích cực từ các nhà phê bình phim.

## Phim
- 2015: Sukkh Mor
- 2014: El Ott
- 2013: Al Hafla

## liên kết ngoài
- Sarah Shaheen trên IMDb